# Overcome (Alexandra Burke-album)
Az Overcome Alexandra Burke brit énekesnő debütáló albuma, mely 2009. október 19-én jelent meg a Syco Music gondozásában.
A lemez egy évvel azután jelent meg, hogy Burke megnyerte a The X Factor ötödik évadját. Az album munkálatai 2008-tól 2009-ig tartottak. A kritikusok pozitívan fogadták Alexandra teljesítményét, Whitney Houston-hoz hasonlítva a munkát. Olyan producerekkel dolgozott az énekesnő, mint RedOne és Ne-Yo.
Az Overcome első helyen debütált a brit albumlistán, 132 065 eladott példány után: ez a negyedik legsikeresebb eladási adat női előadótól a 2009-es évben. A lemez Európa-szerte sikeres volt, az Egyesült Királyságban és Írországban dupla platina minősítést szerzett. A világban eddig másfél millió példány kelt el az albumból. Az Overcome-ról megjelent hat kislemez mind top 20-as lett az Egyesült Királyságban, három pedig első helyezést ért el. Az album az Urban Music Awards-on jelölést kapott.

## Háttér
2008 decemberében Burke megnyerte a brit tehetségkutató műsor, a The X Factor ötödik évadját, ahova előzőleg már 2005-ben is jelentkezett. Az énekesnő 58%-os szavazati aránnyal nyert a műsorban. Alexandra nyerenyéme egy egymillió font értékű lemezszerződés volt s Syco Records lemezkiadónál. Burke első kislemeze a Hallelujah feldolgozása volt. Miután nyert, Burke így vélekedett: „Köszönöm, hogy valóra váltottátok az álmomat. Én vagyok a legboldogabb lány.”
Burke albumát eredetileg 2009 márciusában tervezték kiadni Anyák napjára. Az X Factor nagy sikerei miatt viszont őszre halasztották kiadását. 2009. február 13-án bejelentették, Burke aláírt egy öt albumra szóló szerződést az Epic Records kiadónál. Beyoncé említette, esélyes, hogy felvesz egy duettet az énekesnővel.

## Felvétel
Az MTV bejelentette, Pharrell Williams és Akon producerekkel fog Burke dolgozni első lemezén. Közben a The Daily Mail közzétette, az énekesnő Stargate, Ne-Yo, és RedOne mellett dolgozott. Alexandra weboldala ezek közül RedOne-t erősítette meg, aki a Broken Heels című dalon dolgozott. Munkálkodott még Louis Biancaniello, Sam Watters, Jim Jonsin, Rico Love, Roc Nation és Stargate mellett. Az Element bejelentette, két dalt készített a csapat Burke számára: a Bury Me (6 Feet Under)-t és a Dangerous, mely pedig a Bad Boys B-oldalaként jelent meg. Burke dolgozott még  Taio Cruz-zal és Steve Booker-rel. Utóbbi munkája a You Broke My Heart, melyet Niara Scarlett és Pixie Lott szerzett.  Booker elmondta, a dalnak először más címe volt, végül Simon Cowell javasolta a váltást. Burke a The Freemasons-sel is felvett egy számot.
Burke bejelentette, az amerikai változatra új dalokkal készül. Az énekesnő így nyilatkozott a Daily Star-nak: „Dolgozok az Overcome amerikai változatán. […] Nem hiszem, hogy annyira megváltoztatjuk a amerikai piacra, mivel a videók ugyanazok maradnak. Ezért akartam őket (a Bad Boys és Broken Heels klipjét) Los Angelesben forgatni. Olcsóbb és bölcsebb egy videót készíteni a két piacra.”
RedOne is fog dolgozni egy dalon.

## Demók
2009. július 11-én és 12-én előtte nem hallott demók kerültek fel a világhálóra. A számok címe Overcome és Perfect volt. Cowell bejelentette, ezek korábbi demók voltak, melyeket hackerek loptak el. Az ügyben később vizsgálatok indultak. 2010 márciusában ismét feltörték a számítógépet, és Burke 14 dala mellett 26 szerzeményt loptak el Leone Lewis-tól is. Cowell ezután már az FBI-t hívta segítségül. A kiszivárgott dalok között volt az All Night Long Pitbull-lal közös változata. Burke szerint a "Two little boys in Germany on work experience" szivárogtatta ki a felvételeket.

## Kereskedelmi fogadtatás
Az Overcome első helyen debütált a brit albumlistán 132 065 eladott példány után. 2009-ben ez volt a negyedik legsikeresebb album az első héten, Susan Boyle, Lily Allen és Leona Lewis eladásai után, és egyben a 22. legsikeresebb album ezen évben, 2010-ben pedig 43. lett. A szigetországban később dupla platina minősítést is elért 600 000 eladott példány után. Ezidáig 813 500 lemezt adtak el az Egyesült Királyságban.
Írországban második helyen debütált Michael Bublé Crazy Love című negyedik albuma után, majd 30 000 eladott példány után dupla platina minősítést kapott. Ugyanakkor az album Európa más országaiban is elért sikereket: Svájc, Németország, Lengyelország, Görögország és Ausztrália listáin is megjelent, világszerte másfél millió példány kelt el a lemezből.

## Kislemezek
A Hallelujah Leonard Cohen dalának feldolgozásaként jelent meg The X Factor nyertes dalaként. A kislemez első helyezett lett a brit kislemezlistán, és több rekordot döntött meg. Első hetén 576 000 példány kelt el belőle.
Az első pozíciót három hétig birtokolta a dal, és platina minősítést is elért. A dal később egy milliónál több példányban kelt el, 2008 legsikeresebb kislemeze volt az Egyesült Királyságban.
A Bad Boys lett az album második kislemeze, melyet Burke „21. századi, techno pop”-ként jellemzett. A számon Flo Rida rapper is közreműködött. A Popjustice „egyszerűen csodálatos”-nak találta. A dal Írországban és az Egyesült Királyságban is első helyezett lett. 2009 egyik legsikeresebb kislemeze lett az utóbbiban.
A Broken Heels lett az album következő kislemeze. 2010. január 18-án jelent meg és nyolcadik helyezésig jutott a brit kislemezlistán.
Az All Night Long Burke negyedik kislemezeként került kiadásra. 2010. március 27-én forgatták videóklipjét Londonban. Remixváltozat készült, Pitbull közreműködésével. A brit kislemezlistán negyedik helyezést ért el, Írországban első lett.
Az Overcome következő kislemeze a Start Without You volt, mely a lemez újra kiadott változatán jelent meg. 2010. szeptember 5-én adták ki, és a brit kislemezlistán első helyen debütált 73 000 eladott példány után. Ez lett az énekesnő harmadik első helyezett slágere az országban. Írországban ötödik helyezést ért el.
A The Silence lett az album utolsó kislemeze. Az énekesnő a The X Factor című műsorban is előadta a kiadás előtt egy nappal. 2010. december 5-én jelent meg a kislemez. Videóklipje 2010. október 21-én jelent meg.

## Promóció
Burke a  brit Viva csatornán jelent meg Bad Boys, They Don’t Know és Hallelujah című dalait adta elő. Burke a BBC Switch Live-on is fellépett a The Black Eyed Peas mellett. Egy promóciós turnét is kezdett, Brüsszelből indult, és fellépett Amszterdamban, Koppenhágában, Stockholmban, Berlinben, Bécsben, Zürichben, Milánóban és Párizsban.

### Turné
Burke 2011. január  14-én kezdte el az All Night Long Tour-t, mellyel albumát promotálta.

## Az album dalai
Forrás:
|     | Cím                                          | Szerző(k)                                                                                          | Producer(ek)                                           | Hossz |
| --- | -------------------------------------------- | -------------------------------------------------------------------------------------------------- | ------------------------------------------------------ | ----- |
| 1.  | Bad Boys (közreműködik Flo Rida)             | Melvin K. Watson Jr., Larry Summerville Jr., Busbee, Lauren Evans, Alexander James, Tramar Dillard | The Phantom Boyz                                       | 3:26  |
| 2.  | Good Night Good Morning (közreműködik Ne-Yo) | Shaffer Smith, Mikkel S. Eriksen, Tor Erik Hermansen                                               | StarGate, Ne-Yo                                        | 3:37  |
| 3.  | The Silence                                  | Nadir Khayat, Bilal Hajji, Savan Kotecha                                                           | RedOne                                                 | 4:01  |
| 4.  | All Night Long                               | Richard Butler Jr., James Scheffer, Sam Watters, Louis Biancaniello                                | Louis Biancaniello, Sam Watters, Jim Jonsin, Rico Love | 4:23  |
| 5.  | Bury Me (6 Feet Under)                       | Hitesh Ceon, Kim Ofstad, Andrea Martin, Hermansen                                                  | Element                                                | 3:33  |
| 6.  | Broken Heels                                 | Khayat, Hajji, Kotecha                                                                             | RedOne                                                 | 4:09  |
| 7.  | Dumb                                         | Khyatt, Hajji, Kotecha, Martin Kierszenbaum                                                        | RedOne                                                 | 3:22  |
| 8.  | Overcome                                     | Watters, Biancaniello, Andre Merritt                                                               | Louis Biancaniello, Sam Watters                        | 3:53  |
| 9.  | Gotta Go                                     | Aeon Manahan, Herbie Crichlow, Kotecha, Wayne Wilkins                                              | Wayne Wilkins, Step                                    | 4:00  |
| 10. | You Broke My Heart                           | Steve Booker, Niara Scarlett, Victoria Lott                                                        | Steve Booker                                           | 3:37  |
| 11. | Nothing But the Girl                         | Smith, Eriksen, Hermansen, Will Kennard, Saul Milton                                               | StarGate, Ne-Yo, Chase & Status                        | 3:37  |
| 12. | They Don’t Know                              | Brian Kennedy Seals, James Fauntleroy II                                                           | Brian Kennedy                                          | 3.13  |
| 13. | Hallelujah (bónusz dal)                      | Leonard Cohen                                                                                      | Quiz & Larossi                                         | 3:37  |

| 1. | Listen (The X Factor (élő))               | Henry Krieger, Scott Cutler, Anne Preven, Beyoncé Knowles         | Beyoncé        | 2:23 |
| 2. | Toxic (The X Factor (élő))                | Christian Karlsson, Pontus Winnberg, Cathy Dennis, Henrik Jonback | Britney Spears | 1:57 |
| 3. | You Are So Beautiful (The X Factor (élő)) | Billy Preston, Bruce Fisher                                       | Joe Cocker     | 2:01 |
| 4. | Relight My Fire (The X Factor (élő))      | Dan Hartman                                                       | Dan Hartman    | 2:34 |
| 5. | Un-Break My Heart (The X Factor (élő))    | Diane Warren                                                      | Toni Braxton   | 2:06 |

| 14. | It’s Over | Smith, Eriksen, Hermansen | StarGate | 3:53 |

| 14. | All Night Long (közreműködik Pitbull) | Love, Jonsin, Watters, Biancaniello    | Rico Love, Jim Jonsin, Sam Watters, Louis Biancaniello | 3:48 |
| 15. | Dangerous                             | Hitesh Ceon, Kim Ofstad, Andrea Martin |                                                        | 3:14 |

### Deluxe kiadás
- 2010. november 1-jén tette közzé az új listát a Digital Spy.[51]
- A deluxe kiadás 2 lemezes formában jelent meg (CD+DVD),[52] továbbá digitálisan is kiadásra került.[53]

| 1.  | Start Without You (közreműködik Laza Morgan)                 | Khayat, Kotecha, Julian Bunetta, Kristian Lundin            | RedOne                                                 | 3:33 |
| 2.  | The Silence (New Single Mix)                                 | Khayat, Hajji, Kotecha                                      | RedOne                                                 | 3:36 |
| 3.  | Bad Boys (közreműködik Flo Rida)                             | Watson Jr., Summerville Jr., Busbee, Evans, James, Dillard  | The Phantom Boyz                                       | 3:26 |
| 4.  | All Night Long (közreműködik Pitbull)                        | Butler Jr., Scheffer, Watters, Biancaniello                 | Louis Biancaniello, Sam Watters, Jim Jonsin, Rico Love | 3:48 |
| 5.  | Perfect                                                      | Fauntleroy II, Peter Hernandez, Philip Lawrence, Ari Levine | The Smeezingtons                                       | 3:17 |
| 6.  | What Happens on the Dancefloor (közreműködik Cobra Starship) | AJ Junior, Hajji, Gabe Saporta, Khayat, Kotecha             | RedOne                                                 | 3:07 |
| 7.  | Before the Rain                                              | Steve Mac, Ina Wroldsen                                     | Steve Mac                                              | 3:33 |
| 8.  | Broken Heels (Single Mix)                                    | Khayat, Hajji, Kotecha                                      | RedOne                                                 | 3:35 |
| 9.  | Good Night Good Morning (közreműködik Ne-Yo)                 | Smith, Eriksen, Hermansen                                   | StarGate, Ne-Yo*                                       | 3:37 |
| 10. | Bury Me (6 Feet Under)                                       | Ceon, Ofstad, Martin, Hermansen                             | Element                                                | 3:33 |
| 11. | Dumb                                                         | Khayat, Hajji, Kotecha, Kierszenbaum                        | RedOne                                                 | 3:22 |
| 12. | Overcome                                                     | Watters, Biancaniello, Merritt                              | Louis Biancaniello, Sam Watters                        | 3:53 |
| 13. | Gotta Go                                                     | Manahan, Crichlow, Kotecha, Wilkins                         | Wayne Wilkins, Step*                                   | 4:00 |
| 14. | You Broke My Heart                                           | Booker, Scarlett, Lott                                      | Steve Booker                                           | 3:37 |
| 15. | Nothing But the Girl                                         | Smith, Eriksen, Hermansen, Kennard, Milton                  | StarGate, Ne-Yo*, Chase & Status*                      | 3:41 |
| 16. | They Don’t Know                                              | Seals, Fauntleroy II                                        | Brian Kennedy                                          | 3:13 |
| 17. | Hallelujah                                                   | Leonard Cohen                                               | Quiz & Larossi                                         | 3:37 |

| 1. | Hallelujah                                   | videóklip | 3:33 |
| 2. | Bad Boys (közreműködik Flo Rida)             | videóklip | 3:59 |
| 3. | Broken Heels                                 | videóklip | 3:38 |
| 4. | All Night Long (közreműködik Pitbull)        | videóklip | 3:54 |
| 5. | Start Without You (közreműködik Laza Morgan) | videóklip | 3:32 |
| 6. | The Silence                                  | videóklip | 3:36 |

## Albumlistás helyezések és eladások
| Albumlista(2009/10)            | Legjobb helyezés |
| ------------------------------ | ---------------- |
| Brit albumlista                | 1                |
| Eurochart Hot 100 Albums lista | 7                |
| Ír albumlista                  | 2                |
| Skót albumlista                | 1                |
| Australian Urban Albums lista  | 25               |
| Osztrák albumlista             | 54               |
| Belga albumlista (Vl)          | 73               |
| Holland albumlista             | 61               |
| Német albumlista               | 60               |
| Görög albumlista               | 20               |
| Lengyel albumlista             | 79               |
| Svájci albumlista              | 54               |

| Chart (2010)    | Peak position |
| --------------- | ------------- |
| Brit albumlista | 22            |
| Ír albumlista   | 29            |

| Albumlista (2009) | Legjobb helyezés |
| ----------------- | ---------------- |
| Brit albumlista   | 22               |
| Albumlista (2010) | Legjobb helyezés |
| Brit albumlista   | 43               |
| Ír albumlista     | 50               |

### Minősítések
| Ország             | Szolgáltató | Minősítés  |
| ------------------ | ----------- | ---------- |
| Írország           | IRMA        | 2× Platina |
| Egyesült Királyság | BPI         | 2× Platina |

| Előző Paolo Nutini - Sunny Side Up | Skót albumlista első helyezettje 2009. október 17. - 2009. október 24. | Következő Cheryl Cole – 3 Words |

| Előző Michael Bublé - Crazy Love | Brit albumlista első helyezettje 2009. október 25. - 2009. november 1. | Következő Cheryl Cole – 3 Words |

## Megjelenések
| Ország             | Dátum             | Kiadó                    |
| ------------------ | ----------------- | ------------------------ |
| Írország           | 2009. október 16. | Syco Music               |
| Egyesült Királyság | 2009. október 19. | Syco Music               |
| Kanada             | 2009. november 2. | Sony Music Entertainment |
| Svájc              | 2010. február 15. | Sony Music Entertainment |
| Ausztria           | 2010. február 19. | Sony Music Entertainment |
| Németország        | 2010. február 19. | Sony Music Entertainment |
| Hollandia          | 2010. február 19. | Sony Music Entertainment |
| Olaszország        | 2010. február 26. | Sony Music Entertainment |
| Japán              | 26 May 2010       | Sony Music Entertainment |
| Ausztrália         | 2010. június 4.   | Sony Music Entertainment |

Deluxe kiadás
| Ország             | Dátum             | Kiadó                    |
| ------------------ | ----------------- | ------------------------ |
| Hollandia          | 2010. december 3. | Sony Music Entertainment |
| Németország        | 2010. december 3. |                          |
| Írország           | 2010. december 3. | Syco Music               |
| Egyesült Királyság | 2010. december 6. | Syco Music               |
| Lengyelország      | 2010. december 6. | Sony Music Entertainment |